# Mesanthura hieroglyphica
Mesanthura hieroglyphica är en kräftdjursart som beskrevs av Miller och Menzies 1952. Mesanthura hieroglyphica ingår i släktet Mesanthura och familjen Anthuridae. Inga underarter finns listade i Catalogue of Life.